# 東町 (越谷市)
東町（あずまちょう）は、埼玉県越谷市の町名。現行行政地名は東町一丁目から三丁目と五丁目。住居表示未実施地区。郵便番号は343-0826。

## 地理
埼玉県の東部地域で、越谷市の南東部の沖積平野に位置する。東は中川を挟み吉川市平沼、共保、高富、南は草加市柿木町、北は大成町、中島と隣接する。地区西側のエリアは土地区画整理事業完了による町名変更が行われ、レイクタウンとなった。このため東町四丁目、東町六丁目、東町七丁目は行政地名として存在しない。全域が市街化調整区域であるが、民家が比較的多く立地する。一丁目の大半は河川区域だが、元荒川の右岸付近は民家も立地する。二丁目と三丁目の間を四条幹排水路が、草加市との境界線上を千疋幹排がそれぞれ東西に流れる。中川の流路沿いには自然堤防があり、古くからの集落が見られる。

### 河川
- 中川
- 元荒川
- 千疋幹排
- 四条幹排水路

## 歴史
- 1970年（昭和45年）7月1日 - 大字東方、大字見田方、大字南百、大字四条、大字別府、大字千疋の各一部から東町一丁目〜七丁目が成立[8][9]。
- 2005年（平成17年）8月1日 - 越谷レイクタウンの造成に伴い、地内の越谷市斎場が現在地（大字増林）に移転する。
- 2008年（平成20年）4月12日 - 地区の一部に越谷レイクタウンが建設され、「街開き」イベントが翌日にかけて開催された。
- 2014年（平成26年）
  - 10月19日 - 地区の一部（東町四丁目など）に大相模調節池が造成され、竣工する。
  - 11月15日 - 越谷レイクタウン特定土地区画整理事業の完了に伴い、東町二丁目の一部、および東町四丁目、東町六丁目、東町七丁目（越谷流山線の西側）が町名変更となり、レイクタウンとなる[5]。これにより東部配水場などが東町から外れる。

## 世帯数と人口
2018年（平成30年）3月1日現在の世帯数と人口は以下の通りである。
| 丁目               | 世帯数  | 人口    |
| ------------------ | ------- | ------- |
| 東町               | 9世帯   | 31人    |
| 東町一丁目・二丁目 | 373世帯 | 904人   |
| 東町三丁目         | 300世帯 | 810人   |
| 東町五丁目         | 286世帯 | 731人   |
| 計                 | 959世帯 | 2,445人 |

## 小・中学校の学区
市立小・中学校に通う場合、学区（校区）は以下の通りとなる。
| 丁目       | 番地 | 小学校               | 中学校               |
| ---------- | ---- | -------------------- | -------------------- |
| 東町一丁目 | 全域 | 越谷市立大相模小学校 | 越谷市立大相模中学校 |
| 東町二丁目 | 全域 | 越谷市立大相模小学校 | 越谷市立大相模中学校 |
| 東町三丁目 | 全域 | 越谷市立大相模小学校 | 越谷市立大相模中学校 |
| 東町五丁目 | 全域 | 越谷市立大相模小学校 | 越谷市立大相模中学校 |

## 交通

### 鉄道
地区の東西をJR武蔵野線が通過しているが、駅は設置されていない。地区の西側は越谷レイクタウン駅が近く、東側は吉川市に所在する吉川駅が近い。

### 道路
- 埼玉県道・千葉県道52号越谷流山線 - 中川に吉川橋や吉越橋が架かる
- 埼玉県道・東京都道102号平方東京線 - 元荒川に中島橋が架かる
- 東町くぬぎ通り（中川通り） - 中川の右岸沿いを通る曲線の多い市道
- 富士見通り
- 元荒川緑道
- 新中川水管橋 - 水管橋だが、人道橋としても利用される。

## 寺社・史跡
五丁目238に新義真言宗東養寺も建立されていたが廃寺となり、跡地には墓地が残り、廿一仏板石塔婆がある。二丁目120−10にも無名の神社があり、鳥居や拝殿が建つ。
- 日枝神社
- 南百水神社 - 単に水神社とも。元々は元荒川の合流点の右岸側に鎮座していた。
- 四条新田稲荷神社
- 千疋伊南里神社 - 単に伊南里神社とも。伊奈利神社[9]とも記される。
- 新義真言宗金剛寺
  - 金剛寺四条東墓地
- 東漸院南百村墓苑 - 吉川橋の架け替えに伴ない敷地が縮小され、お堂が移設された。

## 施設
二丁目132-1に「南百ふれあい公園」があったが、宅地化された。二丁目292（金剛寺四条東墓地の辺り）にも「集落農村センター」があったが、中川の河川区域拡張に伴ない更地となっている。また、かつての四丁目で、現在のイオンレイクタウンkazeが建つ場所には県重要遺跡の見田方遺跡公園のほか、郷土資料収納館や越谷市斎場が立地していた。
- さなえ幼稚園
- 千疋自治会館
  - 千疋自治会館前グラウンド
- 千疋南農村センター - 東養寺跡地の墓地の一角に立地する。
- 四条新田コミュニティセンター
- 南百自治会館
- イーストサイド自治会館
- 別府集会所
- 東町ポンプ場
- 千疋排水樋管
- さくら公園
- 中川河川緑地